# Mormântul poetului Nicolae Labiș
Mormântul poetului Nicolae Labiș se găsește în Cimitirul Șerban Vodă - Bellu din  București, la figura 114, (Scriitori).
Cavoul lui Nicolae Labiș este acoperit cu o placă de marmură, iar la căpătâi se află o cruce simplă din marmură albă așezată pe un soclu format tot dintro placă de marmură pe care sunt scrise câteva versuri din poezia „Primele iubiri”:
„Pale se sting ale luncilor flori,

Mori, vegetație, suflete, mori”...

„Eu curg întreg în acest cântec sfânt;

Eu nu mai sînt, e-un cântec tot ce sînt.”

urmate de semnătura poetului.
Alături de Nicolae Labiș au fost înhumate rămășițele pământești ale părinților săi: Eugen și Profira Labiș.
Mormântul este înscris în Lista monumentelor istorice 2010 din Municipiul București (cod LMI B-IV-m-B-20118.082).